# Sekiranun Graffiti/Fallin' Fallin' Fallin'
Singles par supercell
Utakata Hanabi/Hoshi ga Matataku Konna Yoru ni
(2010) My Dearest
(2011)
Singles par ryo (supercell) feat. Hatsune Miku
Kotchi Muite Baby / Yellow
(2010) ODDS&ENDS
(2012)
Sekiranun Graffiti/Fallin' Fallin' Fallin' (積乱雲グラフィティ/Fallin' Fallin' Fallin') est un single split composé par ryo du groupe supercell et Dixie Flatline sorti le 31 août 2011 chez SOULTAG. Les chansons sont chantés par Hatsune Miku. La jaquette a été réalisée par Atsuya Uki (ja).

## Résumé
Sekiranun Graffiti/Fallin' Fallin' Fallin' (積乱雲グラフィティ/Fallin' Fallin' Fallin') est sorti simultanément le 31 août 2011 au Japon, en Corée du Sud, à Taïwan et aux États-Unis. Le jour du 4e anniversaire de Hatsune Miku. Sekiranun Graffiti (積乱雲グラフィティ) est l'opening du jeu Hatsune Miku  -Project DIVA-extend.

## Pistes du single
| No | Titre                                                                         | Paroles         | Musique         | Durée |
| -- | ----------------------------------------------------------------------------- | --------------- | --------------- | ----- |
| 1. | Sekiranun Graffiti (積乱雲グラフィティ)                                       | ryo (supercell) | ryo (supercell) | 3:35  |
| 2. | Fallin' Fallin' Fallin'                                                       | Dixie Flatline  | Dixie Flatline  | 3:27  |
| 3. | Sekiranun Graffiti (Remixed by baker) (積乱雲グラフィティ (Remixed by baker)) | ryo (supercell) | baker (ja)      | 4:30  |
| 4. | Sekiranun Graffiti (Instrumental) (積乱雲グラフィティ (Instrumental))         | ryo (supercell) | ryo (supercell) | 3:35  |
| 5. | Fallin' Fallin' Fallin' (Instrumental)                                        | Dixie Flatline  | Dixie Flatline  | 3:30  |

## Charts
| Chart (2010)                   | Position |
| ------------------------------ | -------- |
| Oricon Classement hebdomadaire | 7        |